# Chiesa di San Rocco (Spoleto)
La chiesa di San Rocco, un tempo chiamata chiesa di Santa Maria del Massaccio, si trova a Spoleto in via San Carlo, in prossimità dello svincolo sud, fuori dalle mura della città. È una chiesa sussidiaria dipendente dalla parrocchia di San Pietro.

## Storia
La realizzazione di una ampio edificio di culto in sostituzione di una preesistente cappella di origine medievale chiamata Santa Maria del Massaccio, iniziò nell'estate 1488. Con la stessa denominazione si indicava anche un ospizio attiguo alla cappella che accoglieva pellegrini, poveri e malati, servizi ai tempi particolarmente concentrati in quella zona fuori porta, svolti anche all'interno del lungo fabbricato che occupa il lato sinistro della via.
Giuseppe Sordini, durante la sua intensa attività di ricerca e di tutela dei monumenti e degli scavi in Umbria, negli archivi della chiesa di San Pietro trovò il libro mastro in pergamena relativo ai lavori compiuti nel periodo 1488-1579, e lo trascrisse. Nell'elenco entrate e uscite figurano "fabbricatori" provenienti da altre regioni: Francesco da Pietrasanta, mastro lapicida, e Antonio Marchesi, architetto fiorentino. Quest'ultimo rimase poco tempo, venne sostituito da Filippo "lombardo"; fra gli scalpellini impiegati c'erano Giampiero da Venezia, Tommaso, anche lui lombardo, e altri. I lavori vennero sospesi nel 1492 e poi ripresi nel 1501 sotto la direzione di un altro lombardo, Bernardino da Bellone che curò la costruzione della cupola e di volte e archi a suo sostegno. La fabbrica fu sovvenzionata dal comune e da lasciti testamentari. Successivi interventi e pagamenti furono registrati nel 1509, nel 1537 e nell'estate 1562, anno in cui si ritiene che la chiesa abbia raggiunto l'aspetto attuale.

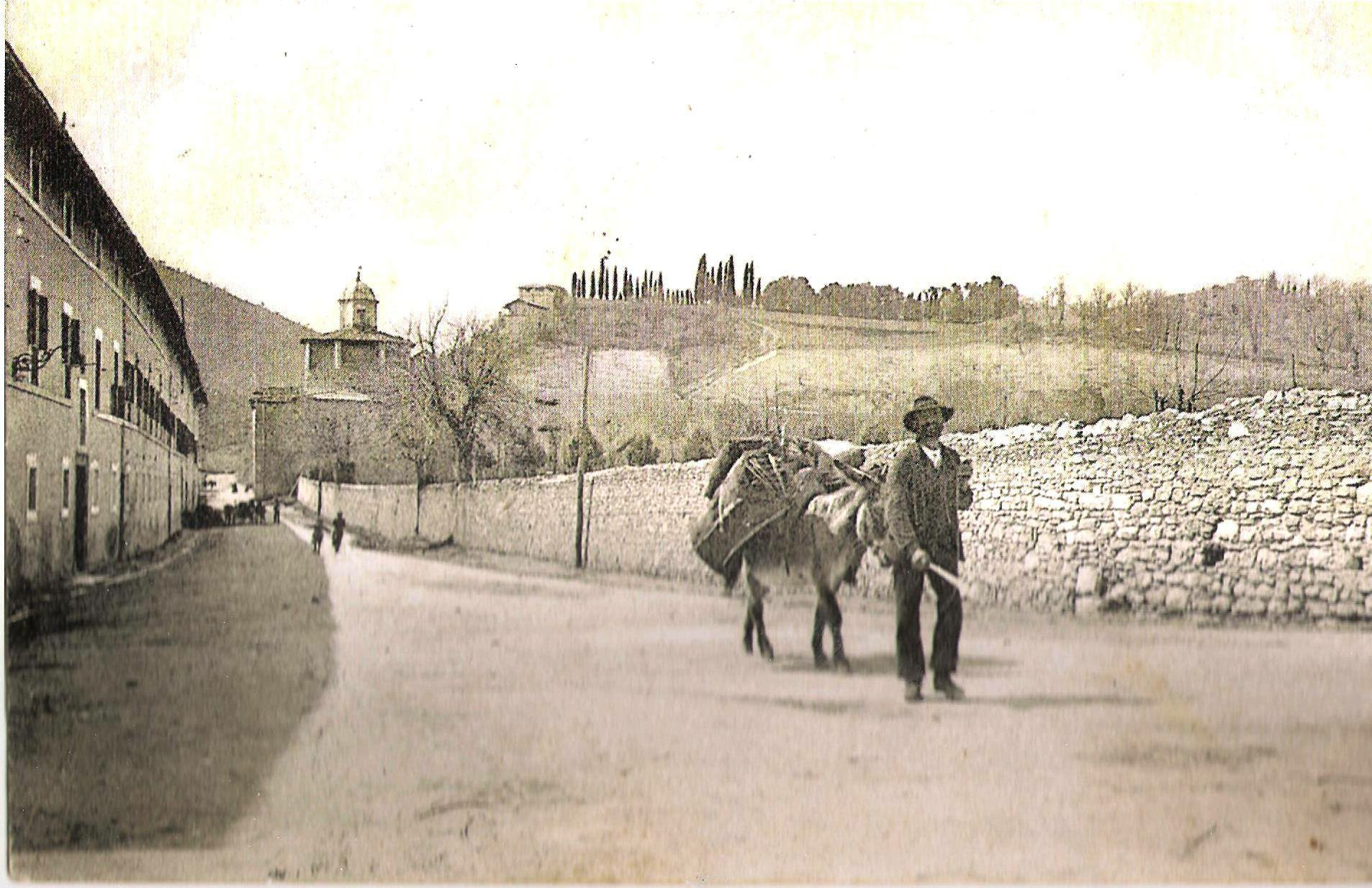
Via San Carlo, la chiesa di San Rocco in lontananza.

Nel 1790 cambiò titolazione, prese il titolo di una chiesa di San Rocco situata nelle vicinanze, anch'essa costruita tra il 1479 e il 1489, demolita per ingrandire un altro luogo di culto poco distante, la Chiesa di San Luca, con annesso convento dei Serviti, entrambi ricostruiti nel 1794.
L'esterno della chiesa non fu mai del tutto completato, tutta la muratura portante si presenta ancora oggi in pietra e laterizio.
L'intero edificio è stato danneggiato dal terremoto del 2016; è stato necessario un intervento di messa in sicurezza.

## Descrizione
La pianta della chiesa è a croce greca; il campanile a vela emerge dalla copertura per un'altezza di circa tre metri sul muro perimetrale verso sud, consta di tre celle campanarie; in facciata si aprono tre portali in pietra; a sinistra confina con la canonica. 
All'interno si trovano varie tipologie di volte: a botte, a crociera e a cupola. Le pareti sono intonacate e tinteggiate.
Il presbiterio si prolunga in un'abside semicircolare; la cupola a pianta ottagonale è sorretta da semi-colonne coronate da massicci capitelli in pietra e termina con un torrino sovrastante, con copertura in piombo. Il pavimento è costituito da piastrelle in cotto montate a spina di pesce.

### Affreschi
- Altare di sinistra: SS. Lucia e Rocco adorano il Sacramento, tela della fine del XVII secolo o del principio del XVIII, attribuito al folignate Francesco Bertosi;
- Altare di destra: Madonna in Trono con Santi e donatore, affresco del XVI secolo molto deperito;
- Catino absidale: Incoronazione della Vergine con angeli e quattro santi, affresco della fine del XVI secolo o dei primi del XVII.

Così scriveva Sordini nel 1907:
(Giuseppe Sordini, Notizie dei monumenti dell'Umbria)